# Голубянка арктическая
Голубянка арктическая, или голубянка скальная, или голубянка гландон (лат. Agriades glandon), — дневная бабочка из семейства голубянок.

## Этимология названия
Col du Glandon (топонимическое) — название типовой местности;.

## Описание

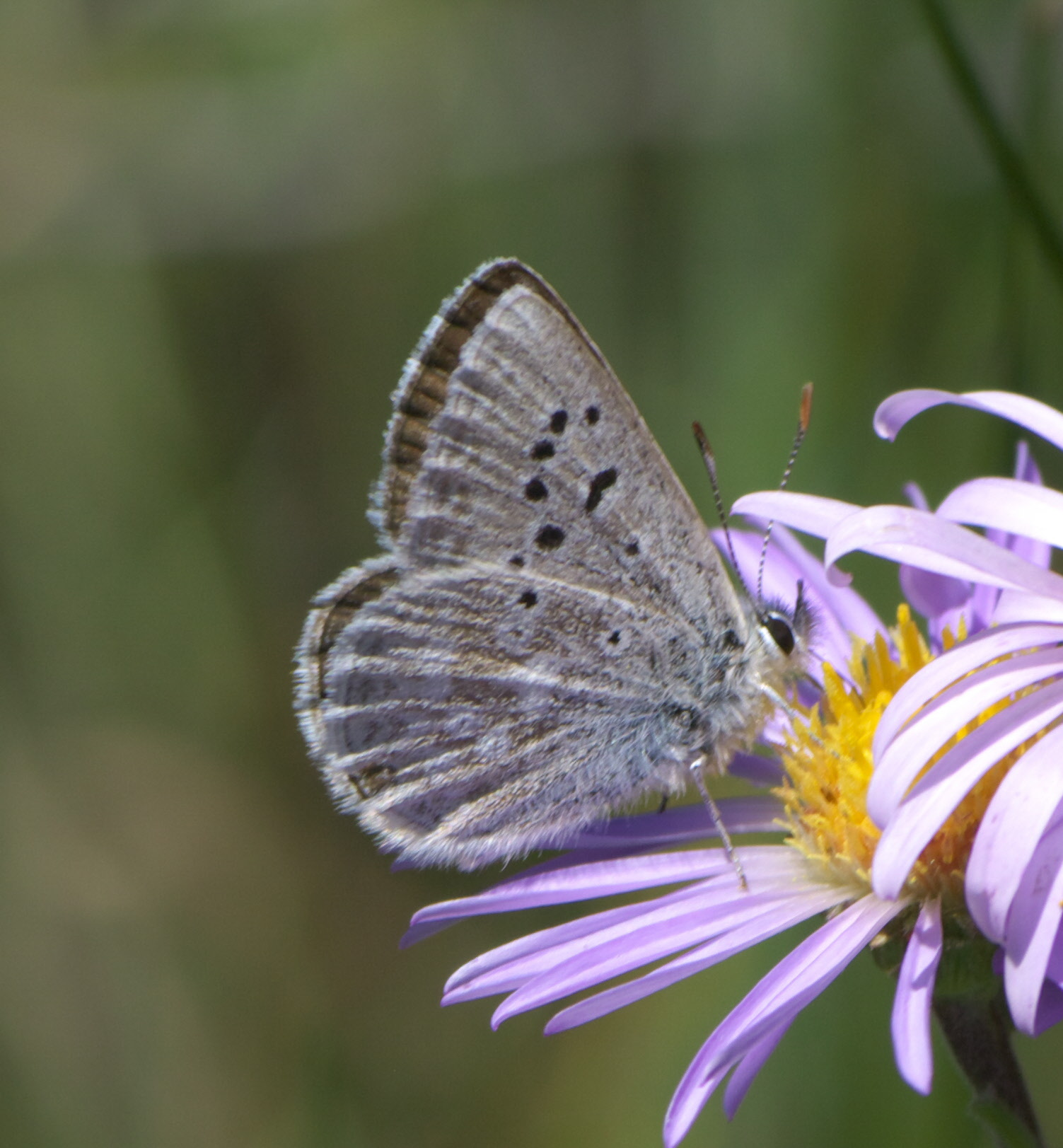

Бабочка небольших размеров. Длина переднего крыла 10—14 мм. Крылья самцов сверху синевато-стального цвета, у самок — буроватые с белыми пятнами. Рисунок нижней стороны задних крыльев образован многочисленными белыми пятнами разной формы, с чёрными точками и без них.

## Ареал
Норвегия, Северная Швеция, Северо-западная Финляндия, Кольский полуостров, Полярный и Приполярный Урал, Северная, Центральная и Восточная Сибирь, Чукотка, Камчатка, арктические тундры в Северной Америке.
Бабочки населяют луговинные, равнинные, каменистые, дриадовые горные тундры на высотах 50 — 900 метров над уровнем моря.

## Биология
Вид развивается в одном поколении за год. Время лёта бабочек отмечается в конце июня — июле. Летает быстро и низко над землей, часто присаживаются на камни. Бабочки питаются на цветках астрагалов, копеечника, горца большого. После спаривания самки откладывают яйца по одному или небольшими группами на кормовые растения, преимущественно на нижнюю сторону листьев. Молодая гусеница питается цветковыми почками. Зимует гусеница или куколка, вероятно, дважды. Гусеница зелёного цвета с тёмной полосой в беловатом обрамлении и красными пятнами на каждом сегменте на спинной стороне. Ниже них располагается красноватая продольная линия и тёмные поперечные штрихи. Дыхальца чёрного цвета, в светлых колечках. Тело покрыто короткими коричневыми волосками.
Кормовые растения гусениц — астрагалы (Astragalus alpinus), камнеломка Saxifraga aizoides, Saxifraga оppositifolia, а также Androsace bungeana, Androsace septentrionalis, Soldanella, Diapensia lapponica, Vaccinium.